# خوان خوسيه تابلادا
خوان خوسيه تابلادا (بالإسبانية: Juan José Tablada) شاعر وصحفي ودبلوماسي مكسيكي ينتمي لتيار الحداثة، ولد في كويكان في المكسيك في 3 أبريل 1871. وكتب في الشعر والمقال. وتوفي في نيويورك فيالولايات المتحدة الأمريكية في 2 أغسطس 1945.

## روابط خارجية
- خوان خوسيه تابلادا على موقع ميوزك برينز (الإنجليزية)
- خوان خوسيه تابلادا على موقع ديسكوغز (الإنجليزية)